# اسپرینگ لیک پارک (مینه‌سوتا)
اسپرینگ لیک پارک (به انگلیسی: Spring Lake Park) شهری در شهرستان آنوکا ایالت مینه‌سوتا در کشور ایالات متحده آمریکا است که جمعیت آن در سرشماری سال ۲۰۱۰ میلادی، ۶۴۱۲ نفر بوده‌است.